# Arenenberg

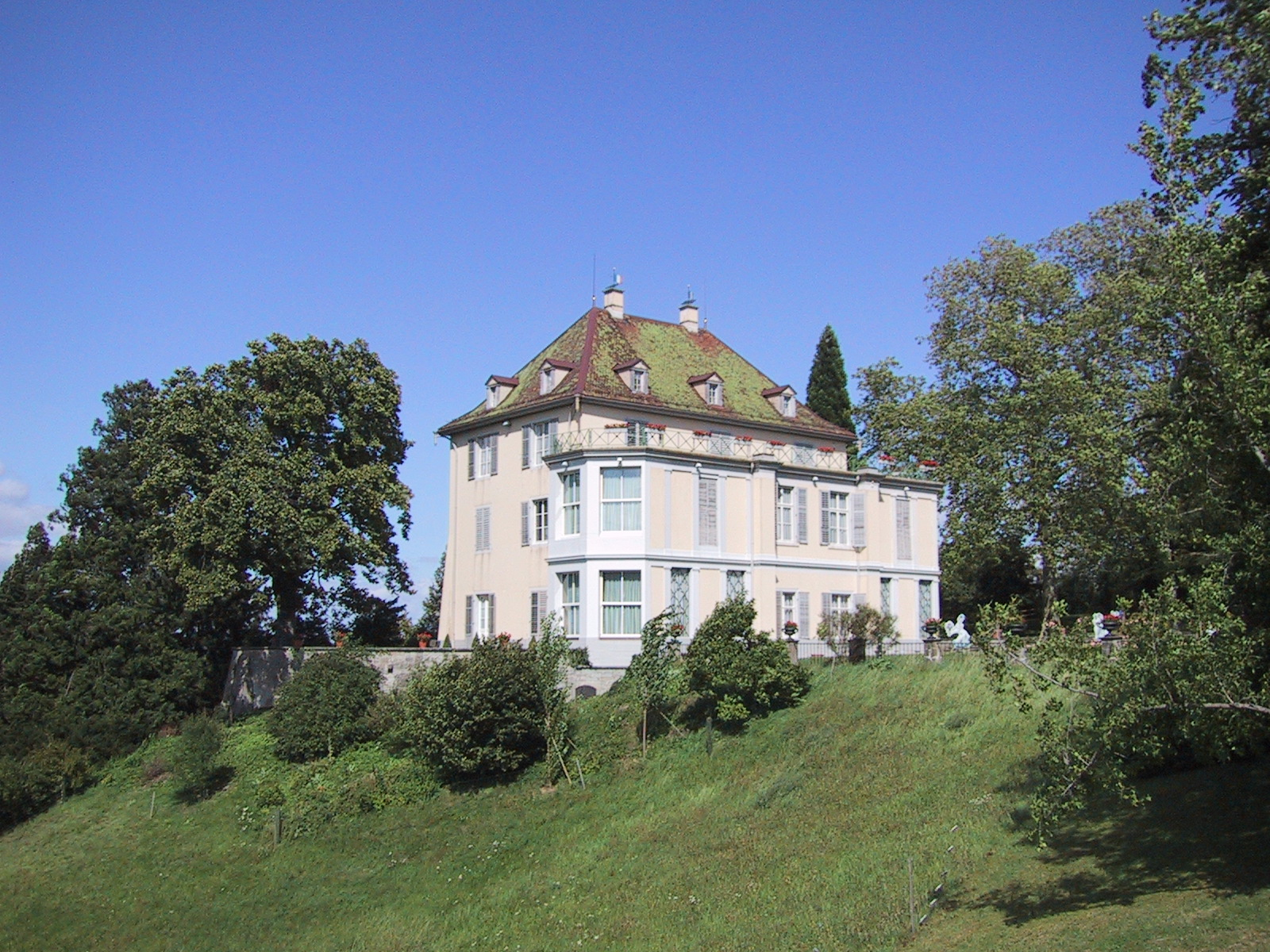
Castelul Arenenberg

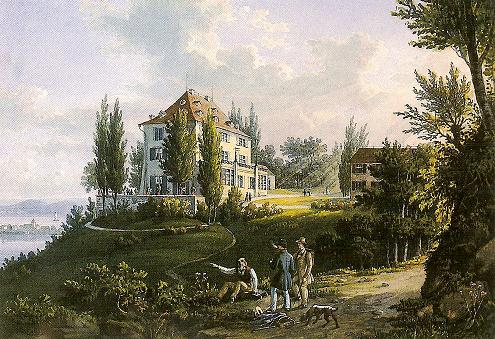
Pictură (1840)

Castelul Arenenberg este situat lângă lacul Untersee, (Bodensee), comuna Salenstein, cantonul Thurgau, Elveția. Arenberg datează de la începutul secolului XVI în timpul primarului din Constanța Sebastian Geissberg (1546 -1548).
Pe locul unde a fost clădit castelul exista proprietatea particulară Narrenberg nume care a determinat pe localnici de a porecli castelul Arenenberg.
In anul 1585 devine Arenberg proprietatea lui Hans Konrad von Schwarach, după ce are în decusul timpului diferiți proprietari, castelul va fi în secolul XVIII proprietatea familiei von Streng, de la care va fi cumpărat de regina în exil „Hortense de Beauharnais” care era fiica Joséphinei prima soție a lui Napoleon. După moartea lui Napoleon III castelul va fi neglijat și va fi donat în anul 1906 cantonului Turgau, fiind în prezent un muzeu al familiei Napoleon.